# 跟我的小朋友说声好
《跟我的小朋友说声好》（英語：Say Hello to My Little Friend）是美国奇幻电视剧《异度觉醒》的第11集，于2012年5月10日通过全国广播公司在美国首播。节目由伦纳德·张和剧集主创人凯尔·基伦共同编剧，常见客串演员劳拉·伊内斯执导，首播的尼尔森收视率成绩为0.9，吸引了251万美国观众收看。剧集获得评论界的普遍好评，多份评论中认为这是继《试播集》以来《异度觉醒》表现最优异的一集，詹森·艾萨克的演出值得艾美奖肯定。
《异度觉醒》的剧情围绕警探迈克尔·布里顿展开，他从一次车祸后开始在两个相互独立的现实世界中生活，并以手上的腕带颜色来分辨自己身处的世界。红色腕带代表的现实世界中妻子汉娜·布里顿得以在车祸中存活下来，而绿色腕带代表的现实世界中幸存的则是儿子雷克斯·布里顿。在这一集里，与雷克斯、艾玛一起前去嘉年华的迈克尔在蹦极跳时晕了过去。他不断产生幻觉，并且无法切换到另一个现实世界，还发现正与他前任搭档伯德合作的警探埃德·霍金斯就是之前车祸的主谋，目的是要杀害迈克尔。与此同时，汉娜则在竭力说服艾玛的父母，期望他们同意女儿把孩子生下来。
《跟我的小朋友说声好》播出后不久，全国广播公司宣布《异度觉醒》因收视率下跌而取消，但剩下的两集还是会按原计划时段播映。艾萨克觉得本集是整部剧中最难拍的一集，为了入戏，他只能想象有某种可怕的事正发生在家人身上。节目是在加利福尼亚州的洛杉矶取景拍摄，剧情中继续加入电视剧的关键主题元素。

## 剧情

### 背景
迈克尔·布里登（Michael Britten，詹森·艾萨克饰）是洛杉矶警察局警探，他和家人遭遇了一起致命的交通事故。此后，迈克尔开始在两个相互独立的现实世界中生活，为了分辨自己到底身在哪个世界，他还在手上绑有不同颜色的腕带。红色腕带表明夫人汉娜·布里娜（Hannah Britten，劳拉·爱伦饰）在车祸后幸存，绿色腕带则代表儿子雷克斯·布里登（Rex Britten，迪兰·明奈特饰）活了下来。迈克尔只能用腕带来分辨两个世界，但并不知道到底哪个世界才是真的。
迈克尔在两个现实中分明由不同的治疗师诊治，在警局与他合作的搭档也不一样。“红色现实”中的治疗师叫乔纳森·李（Jonathan Lee，黃榮亮饰），警局的搭档是警探埃弗雷姆·维加（Efrem Vega，维尔摩·瓦尔德拉玛饰）；“绿色现实”中的治疗师是朱迪思·埃文斯（Judith Evans，切莉·琼斯饰），警局搭档则是警探以赛亚·“伯德”·弗里曼（Isaiah "Bird" Freeman，史蒂夫·哈里斯饰）。车祸发生后，汉娜和迈克尔在红色现实中继续原本迁居俄勒冈州的计划。

### 情节
乔纳森·李医生询问迈克尔，最后一次身在“绿色现实”时都有哪些经历。迈克尔记得自己带着雷克斯到游乐园参加警察嘉年华活动，雷克斯的女友艾玛（Emma，丹妮拉·玻芭迪拉饰）想和雷克斯一起去蹦极。3人正朝景点走去时，迈克尔撞到某人，这个人表示是自己的错并向他道歉。到达蹦极点后，迈克尔先跳，但景点负责人看起来似乎有什么心事。迈克尔在蹦极时晕了过去，醒来时发现自己身在“红色现实”，汉娜还活着，雷克斯已随车祸而逝，仿佛刚才的“绿色现实”只是场梦。李医生告诉迈克尔，他是在试图让自己接受儿子死了的现实，这说明他的情况正朝好的方向发展，即将取得突破。迈克尔离开后，就在上了自己的车后不久突然又看到之前在游乐园撞到的那个男子，而且之后还看到他好几次，情况已经变得越来越明显，那个男子只是他的幻觉。
迈克尔回忆起车祸前不久及之后的一些事情，汉娜和雷克斯都在演唱皇后乐队的歌曲《波希米亚狂想曲》。迈克尔和艾玛的父亲华金（Joaquin，卡洛斯·拉卡马拉饰）在咖啡厅碰面，讨论艾玛有了雷克斯的孩子一事。迈克尔之前撞到的神秘男子再度出现，告诉迈克尔说他看到真正的神秘人从窗前经过，迈克尔于是追了出去。警察局的画家根据描述画出神秘男子，这个人叫埃德·霍金斯（Ed Hawkins，凯文·韦斯曼饰），也是洛杉矶警察局的警探，车祸发生后取代了迈克尔的职位。迈克尔之前在“红色现实”中的搭档伯德如今在“绿色现实”中继续同迈克尔合作，但在红色现实里则是和霍金斯合作。迈克尔与伯德和霍金斯碰面，霍金斯表示自己当时是最早赶到车祸现场的警察之一，他对雷克斯的死深感遗憾。迈克尔开始相信，自己的儿子是真的死了，他又一次回忆起车祸时的情景，还想起了更多的信息。迈克尔意识到，霍金斯正是这起车祸的始作甬者，目的是要杀害迈克尔，就在这时他马上醒了过来，发现自己还是在嘉年华现场，雷克斯和艾玛就在身边，再度看到儿子还活着，他非常高兴。离开嘉年华现场后，迈克尔致电埃文斯医生，称自己已经记起车祸的事。

## 制作

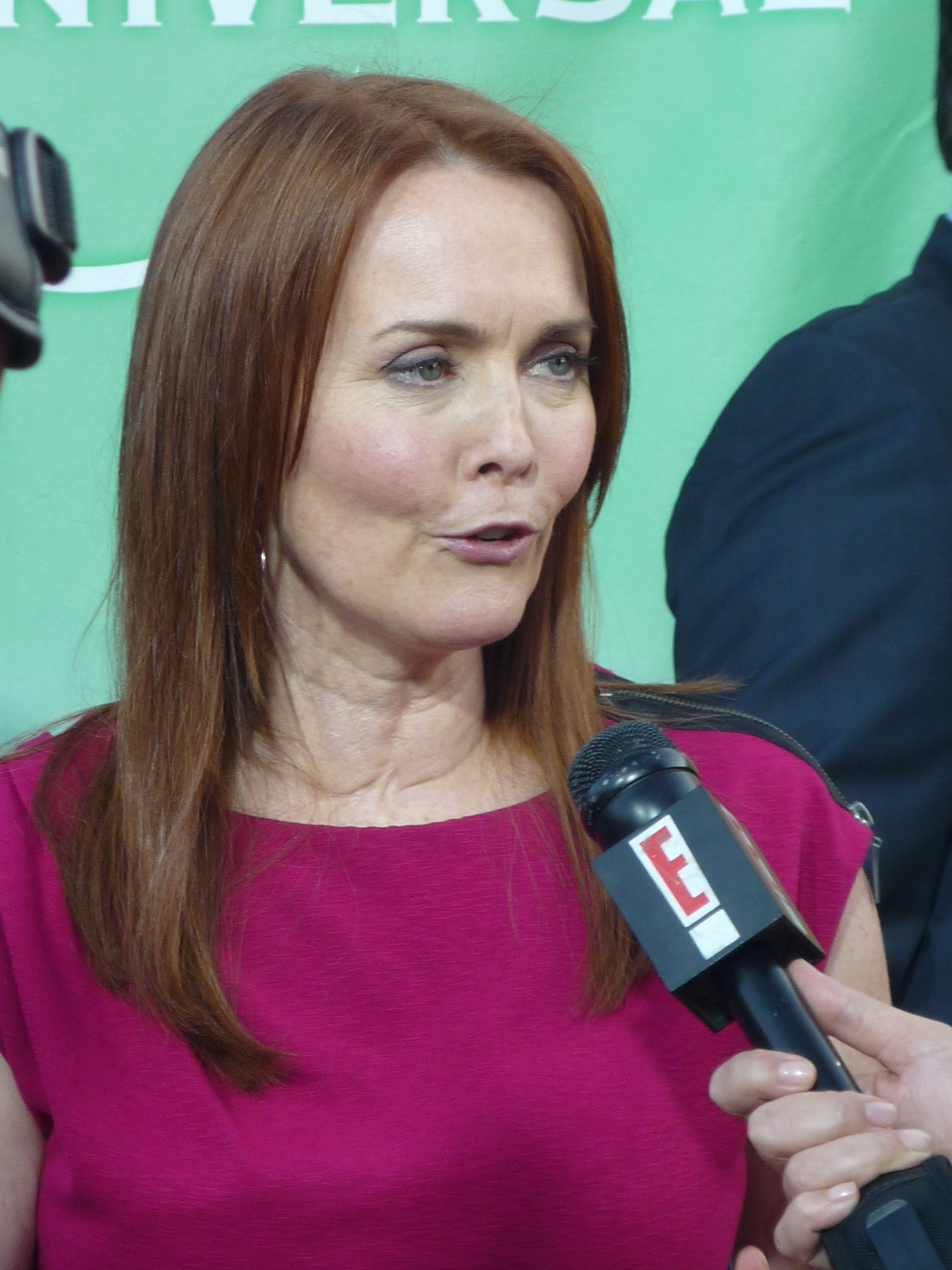
常见客串演员劳拉·伊内斯是本集的导演

《跟我的小朋友说声好》由伦纳德·张和节目主创凯尔·基伦共同编剧，是张第2次和基伦第6次担任剧集编剧。本集的导演是劳拉·伊内斯（Laura Innes），她还在剧中客串出演常见角色特里西娅·哈珀（Tricia Harper），这是伊内斯唯一一次执导《异度觉醒》。节目在美国首播时的评级为TV-14。基伦表示，他在本集拍摄期间非常希望能够“打破常规”，以这集为典范，让整部电视剧取得突破。基伦还认为，《异度觉醒》的最后3到4集（包括《跟我的小朋友说声好》在内）表明节目编剧完全有能力达成更高的目标。
霍金斯一角在本集中首度露面，《异度觉醒》第2集的剧名《小家伙》（The Little Guy）指的就是他。凯文·韦斯曼（Kevin Weisman）于2012年1月同剧组签订出演常见角色的合约，之后再确定成为霍金斯的扮演者。根据剧情的发展，霍金斯正是造成布里登一家车祸的始作甬者。《跟我的小朋友说声好》的制作代码是“110”，是在加利福尼亚州的洛杉矶取景拍摄。
詹森·艾萨克认为，由于迈克尔身处的两个现实中有一个是假的，到最后必须揭示而令其消失，因此《跟我的小朋友说声好》是《异度觉醒》中最难拍的一集。为了让自己入戏，他只能想象自己突然失去了孩子，或是有什么类似的可怕事情发生在家人身上。参加其它大部分《异度觉醒》剧集演出期间，艾萨克都会演奏一些“俗气的迪斯科音乐”，但他在出演本集期间并没有这么做。剧中有个迈克尔坐在地板上哭泣的镜头，艾萨克在演出时“完全不知道自己到底说了些什么”。这个镜头一共拍了三或四次，艾萨克每次的表演都不一样，并且也不知道伊内斯到底打算用哪段。

## 主题
《跟我的小朋友说声好》继续为整部电视剧加入关键主题元素，这些元素最初在《小家伙》中出现。本集中的关键主题包括：迈克尔看不到雷克斯，之后还意识到是霍金斯打算用那场车祸要自己的命。《异度觉醒》刚开播时，有报道称这是部“有关哀思”的电视剧，“车祸的原因并不重要”。但到了这集播映后，《影音俱乐部》认为《异度觉醒》已经涉足“警察腐败”，“而且只有上帝才知道还有没有别的什么”。报道中还指出，迈克尔对霍金斯的想法可以令他建立起另一种心理防御机制，让他幻想出的现实世界继续存在下去。
《影音俱乐部》还认为，第2集的剧名《小家伙》也是源自霍金斯一角。阿兰·塞平沃尔（Alan Sepinwall）在撰文指出，本集的剧情是通过迈克尔的角度讲述，剧中首次在回闪镜头里让汉娜和雷克斯在车祸前不久一起出现。塞平沃尔认为，到这个时候仍在坚持观看《异度觉醒》的观众都能够通过红色或绿色滤镜立刻意识到这是哪个现实世界，并且明白剧情到底是在讲什么。《赫芬顿邮报》的玛吉·福隆（Maggie Furlong）认为，《跟我的小朋友说声好》“把布里顿面临的一些严重问题摆上台面”，这些问题此前只有过“含糊的提及”。

## 播映和反响
《跟我的小朋友说声好》于2012年5月10日通过全国广播公司首播，同年7月13日又通过天空大西洋频道在英国首播。节目在美国首播期间吸引了约251万观众。本集的尼尔森收视率数据为0.9/2，这意味着全美有0.9%的家庭观看节目首播，而当时有看电视的家庭观众中则有2%选择收看《跟我的小朋友说声好》。
就在本集播映前不久，互联网上出现节目泄露视频。英国共有27.5万观众收看《跟我的小朋友说声好》的首播，在天空大西洋频道这周的所有节目中排名第3，仅次于《阿兰·帕屈吉：午间事项》（Alan Partridges: Mid Morning Matters）和《新闻编辑室》。全国广播公司在本集播出后不久宣布，由于收视率下跌，《异度觉醒》予以取消，不过剩下的两集还是会继续按原计划播完。

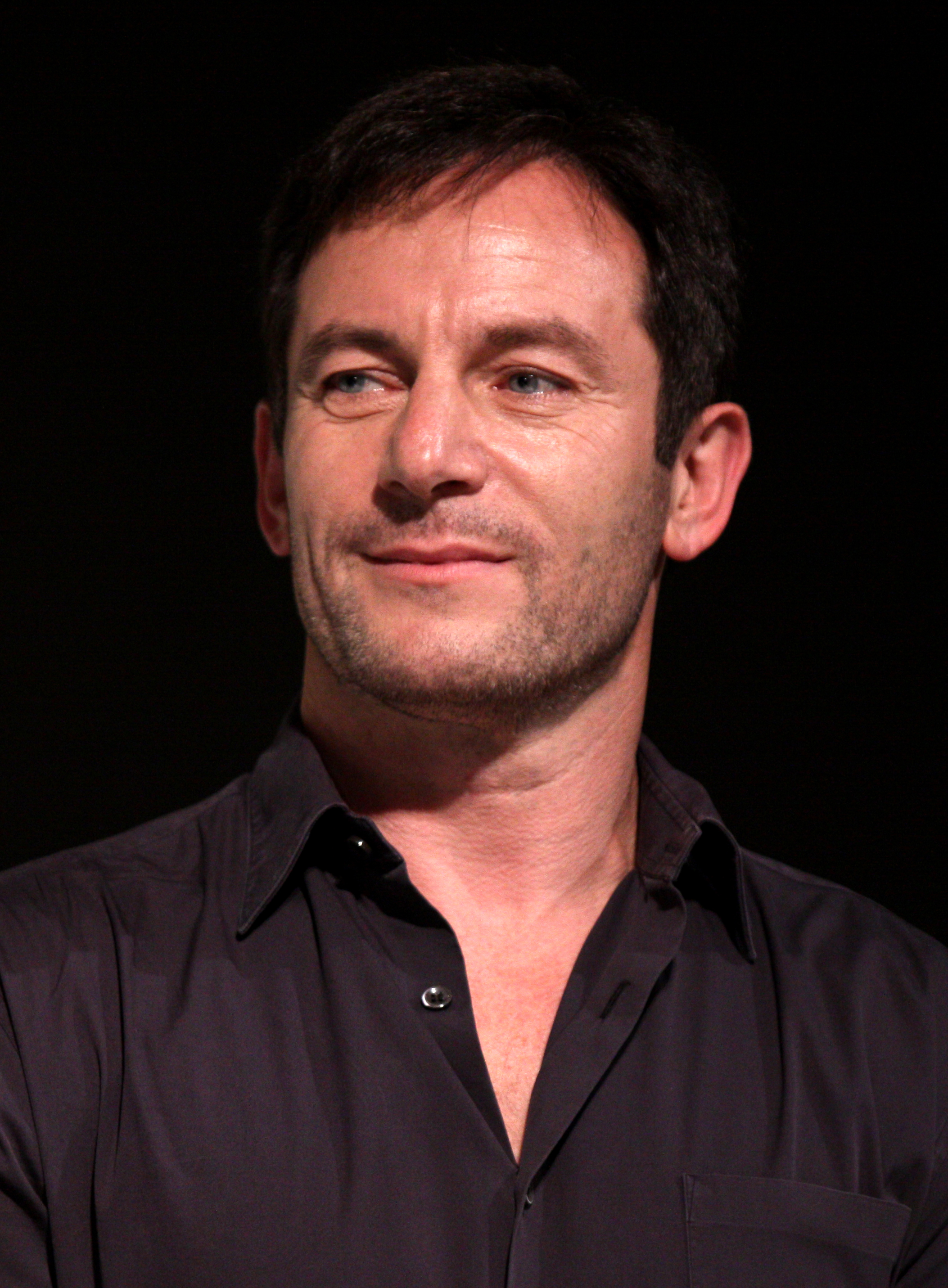
多位评论家认为，杰森·艾萨克的演出值得艾美奖肯定。

多位评论家都非常期待《跟我的小朋友说声好》的播映。《影音俱乐部》在上集《滞水》的评论中称：“《跟我的小朋友说声好》会‘非常酷’，因为迈克尔将‘面临无法再进入（绿色现实）的危机’”。塞平沃尔也在评价《滞水》时认为《跟我的小朋友说声好》及之后的剧集都会“非常出色”。
本集播出后获得评论界的普遍好评。、《Paste》和（意为“电视狂热”）网站都对艾萨克的演出赞颂有奖，认为他的表演值得艾美奖肯定。网站的马特·福勒（Matt Fowler）称赞艾萨克的演技在营造悬念方面表现杰出，杂志的罗斯·博奈米（Ross Bonaime）则认为艾萨克在本集中的演出“至少”也可以获艾美奖提名。《影音俱乐部》的扎克·汉德伦（Zack Handlen）给予《跟我的小朋友说声好》的评级为-”，称艾萨克通常都是副“坏小子”的形象，但在这集中却成功地让观众信服他的确是个“父亲”。福勒给本集的评分为9.5（最高10分），称赞其剧情“强大”，总体表现“惊人”。不过博奈米给出的总体评分略低，为8.9分。
福勒和评论家尼克·麦克哈顿（Nick McHatton）认为，《跟我的小朋友说声好》是《试播集》后最优秀的《异度觉醒》剧集。汉德伦认为这集大部分时间都让人非常享受，与之前几集《异度觉醒》相比令人精神为之一振，博奈米则认为本集是“《异度觉醒》至今最引人注目的剧集之一”。麦克哈顿对剧集的整体评分为4.9（最高为5），称节目中的情感问题令人揪心，他还为此流下眼泪。汉德伦认为剧中迈克尔劝告艾玛的父亲，尽一切可能保留同女儿间的情感联系的场景感人至深。在他看来，这集已经改变了迈克尔对那场车祸的态度，他终于开始接受已经发生的事情，从绿色现实中昏过去来到红色现实，对于这样的剧情设定，没有其它更为合理的解释。
令塞平沃尔感到不满的是，他觉得观众在看到这集时已经知道布里顿一家遭遇的车祸到底是怎么回事，在他看来，不但节目结构中有这样的体现，而且从男主角表现的情绪上观众也能看出，如果他不在一个现实中睡着并进入另一个现实世界的话，到底会发生什么样的事情。塞平沃尔还在评论中称，《跟我的小朋友说声好》行之有效地迫使迈克尔面对自己的处境，最终他不得不承认自己深爱的两个家人中有一个已经撒手人寰，并为之悲痛不已。塞平沃尔称赞节目中两个现实的交替和对比。另一位评论家凯文·约曼（Kevin Yeoman）则认为本集剧情“强而有力”、“引人注目”，他将《异度觉醒》同《虎膽妙算》相提并论，称由于节目只剩下两集，《异度觉醒》也不得不进入《虎胆妙算》模式，向观众提供最后的答案。